# Gheorghe Claudiu Suciu
Gheorghe Claudiu Suciu (n. 6 mai 1905, Blaj – d. 12 decembrie 1990, București) a fost un chimist cu contribuții în dezvoltarea, proiectarea și testarea proceselor din industria petrolului, din anul 1990 membru titular al Academiei Române.
A studiat chimia la Roma și Cluj. În 1930-1931 a urmat un curs de ingineria petrolului la Standard Oil Company din New Jersey. A fost angajat la Rafinăria Româno-Americană, unde a lucrat ca cercetător, șef de instalație și apoi șef de fabricație.
A fost fratele episcopului Ioan Suciu (1907-1953), decedat în închisoarea Sighet.